# Beseglat är de trognas hopp
Beseglat är de trognas hopp är vers 5-6 av julpsalmen Gläd dig, du helga kristenhet av Olaus Petri. Hela texten har bearbetats av Samuel Johan Hedborn och Johan Olof Wallin för de svenska psalmböckerna. 

## Publicerad i
- 1819 års psalmbok vers 5-6 av psalm nr 59 utan att Olaus Petri anges.
- Tempeltoner 1937 som nr 63 som ett körarrangemang av A. Törner för fyra stämmor och ackompanjemang av orgel.